# Ethelandros
Ethelandros (altgriechisch Ἐθέλανδρος) war ein griechischer Bildhauer, der im 2. Jahrhundert v. Chr. in Epidauros tätig war.
Er ist nur von einer stark fragmentierten Inschrift auf einer marmornen Statuenbasis aus dem Asklepieion von Epidauros bekannt. Die erhaltene Inschrift lautet:
[Ἐ]θ[έλ]αν̣δ̣ρος Π[— —]
ἐποίησε
Wegen des schlechten Erhaltungszustands der Inschrift wurde der Name früher fälschlich als Thysandros gelesen.